# Farkaševac
Farkaševac é uma vila e município da Croácia localizado no condado de Zagreb.